# Tuntutuliak
Tuntutuliak ist ein Ort und ein census-designated place (CDP) in der Bethel Census Area in Alaska. Das U.S. Census Bureau hatte bei der Volkszählung 2020 eine Einwohnerzahl von 469 ermittelt. Das Eskimo-Dorf liegt im Yupik-Sprachenraum.

## Geographie
Tuntutuliak befindet sich im Südwesten von Alaska, 70 km südwestlich vom Verwaltungszentrum Bethel. Tuntutuliak befindet sich am linken Flussufer des Kinak River, ein rechter Nebenfluss des Kuskokwim River. Der Kinak River mündet 10 km flussabwärts in den Kuskokwim River, der wiederum 35 km weiter südlich das Meer erreicht. Der Ort befindet sich im Yukon-Kuskokwim-Delta und ist vom Schutzgebiet Yukon Delta National Wildlife Refuge umgeben. Tuntutuliak verfügt über einen Flugplatz. Weiterhin können Wasserflugzeuge auf dem Kinak River landen.

## Geschichte
Der Yupik-Name des Dorfes ist „Tuntutuliaq“ mit der Bedeutung „Platz mit vielen Rentieren“.
Das Eskimo-Dorf lag ursprünglich 6 km weiter östlich und hieß „Qinaq“. So beschrieb es Edward Nelson im Jahr 1879, der 175 Bewohner zählte. Zwischen 1909 und 1917 gab es eine Schule, die anschließend nach Eek umzog. 1923 wurde eine Kapelle der Herrnhuter Brüdergemeine gebaut. Ende der 1920er Jahre wurde ein Handelsposten und ein Laden eröffnet. Die Gemeinde zog an ihren heutigen Standort, der höher gelegen war als ihr alter, um. Der Ort hieß ab 1945 „Tuntutuliak“. 1957 wurde eine neue Schule gebaut. 1960 eröffnete ein Postamt. Seit 1980 ist Tuntutuliak ein census-designated place. Heute lebt die Gemeinde von Fischfang und von Subsistenzwirtschaft. Lachs und Robben sind wichtige Nahrungsquellen. Der Verkauf, die Einfuhr und der Besitz von Alkohol sind in Tuntutuliak verboten.

## Demografie
Zum Zeitpunkt der Volkszählung im Jahre 2020 (U.S. Census 2020) hatte Tuntutuliak 469 Einwohner auf einer Landfläche von 300,16 km². Von den Einwohnern waren 8 Weiße, einer afrikanisch-amerikanischer, 457 amerikanisch-indianischer Abstammung sowie ein Asiate.
Beim Zensus im Jahr 2000 wurden 370 Einwohner gezählt, 2010 waren es 408. Die Bevölkerungsentwicklung war in den letzten Jahren ansteigend.